# 執事喫茶にお帰りなさいませ
『執事喫茶にお帰りなさいませ（しつじきっさにおかえりなさいませ）』は、2009年1月7日から3月25日まで毎日放送テレビ（MBSテレビ）で毎週水曜日25:25 - 25:55（木曜日未明1:25 - 1:55、JST）に放送された連続テレビドラマ。
本作の制作にあたり、東京・池袋にある執事喫茶「Swallowtail」の全面協力の下、衣装や食事をはじめ、執事喫茶特有の決まりごとが忠実に再現されている。

## あらすじ
都内のとある閑静な住宅街にある執事喫茶「コモンローズ」では、執事の黒美崎の指示の下、新人フットマンの小田切、鳴羽、桜庭、繭乃が帰ってくるお嬢様たちにお仕えしている。優雅な執事喫茶を舞台に、お嬢様や旦那様、お坊ちゃまとして至福の時を過ごす、若者たちのさまざまなドラマが巻き起こる。

## 登場人物

### コモンローズ
- 小田切（おだぎり） - 八神蓮

執事喫茶「コモンローズ」を取りまとめる、全てにおいてパーフェクトなフットマン。
- 鳴羽（なるはね） - 河合龍之介

紅茶の入れ方、お嬢様への心配りなどそつのないフットマン。桜庭とは良きライバル。
- 桜庭（さくらば） - 永岡卓也

我の強いツンデレキャラのフットマン。鳴羽をライバル視している。
- 繭乃（まゆの） - 兼子舜

お屋敷にきたばかりの新人フットマン。まだまだ頼りない一面もある。英国留学に選抜され、黒美崎とともに旅立つが、美由紀の「コモンローズ」買収による明け渡し期日当日に帰国。ひとまわり大きな成長を見せ、窮地を救った。
- 雪江（ゆきえ） - JUNE

「コモンローズ」のドアマン。
- 草笛（くさぶえ） - 細貝圭（第八話）

「コモンローズ」に1週間の研修にやってきたフットマン。繭乃が教育係を務めた。
- 一条（いちじょう） - 湯江健幸（第十話-）

繭乃と黒美崎が英国留学へ旅立った後に「コモンローズ」にやってきた執事。一人でも多くのお嬢様に帰宅してもらうためにあらゆる非情な手段を使い、小田切たちと対立したが、実はフットマンの才能を伸ばす為にお嬢様に帯刀たちを褒めるよう頼んでいた。お嬢様のために意見し、燕尾服を脱いだ小田切たちの姿に忘れていたフットマンとしての原点を思い出し、和解する。
- 帯刀（たてわき） - 中村誠治郎（第十一話-）
- 霞（かすみ） - 福山聖二（第十一話-）
- 不動（ふどう） - 齋藤ヤスカ（第十一話-）

一条が才能を買い、新たに「コモンローズ」に連れてきたフットマン。
- 黒美崎（くろみさき） - 団時朗

「コモンローズ」の執事。お屋敷の全体を取りまとめている。英国留学する繭乃の後見人としてともに旅立つ。

### お嬢様・お坊ちゃま・旦那様
- みずき（覆面調査官）- 柊子（元JK21）（第一話～第九話）
- 呉 牧葉 - 蒲生麻由
- 島 悠美恵 - 長谷部瞳（第二話）
- 詩邑 雅 - 山本真菜香（第三話）
- 静奈 - 坂本佳菜子（第三話）
- 薫 - 寉岡瑞希（第四話）
- 鼓太郎 - 久野雅弘（第四話）
- 周一 - 唐橋充（第五話）
- 正宗 梢 - 石川紗彩（第五話）
- 礼奈 - 芳賀優里亜（第六話）
- 美夜 - 肘井美佳（第六話）
- 綾小路 翠 - 長澤奈央（第七話）
- 桜咲 駿 - 青山草太（第七話）
- 珠美 - 紗綾（第八話）
- 大宮 五月 - 小松みゆき（第九話）
- 美紅 - Erina（第十一話）
- 美由紀 - 橋本愛実（第十二話）

## スタッフ
- プロデューサー：三木和史、竹園元
- 原案：梶研吾
- 脚本：梶研吾、林壮太郎、小林雄次
- 監督：梶研吾、佐藤太
- 製作：エースデュース、S.D.P、ビデオプランニング
- 企画：エースデュース、毎日放送
- 制作：ビデオプランニング
- 製作：「執事喫茶にお帰りなさいませ」製作委員会

## テーマソング
- 主題歌：JK21「FOOTMAN」（マザーズレコード）
- 挿入歌：JUNE「Always」（STUDIOSEVEN Recordings）

## サブタイトル
| 話数                | 放送日（毎日放送） | サブタイトル                             |
| ------------------- | ------------------ | ---------------------------------------- |
| 第一話              | 2009年1月7日       | 執事喫茶コモンローズでございます         |
| 第二話              | 2009年1月14日      | お嬢様、夢を掴んでくださいませ           |
| 第三話              | 2009年1月21日      | お嬢様、ハッピーバースデーでございます   |
| 第四話              | 2009年1月28日      | お嬢様、お坊ちゃま、勇気をお出しください |
| 第五話              | 2009年2月4日       | お嬢様、旦那様、漫画はお好きですか?      |
| 第六話              | 2009年2月11日      | お嬢様、恋の相談にのりましょう           |
| 第七話              | 2009年2月18日      | お嬢様、素敵な音色をどうぞ               |
| 第八話              | 2009年2月25日      | お嬢様、わたくしが先輩でございます       |
| 第九話              | 2009年3月4日       | お嬢様、もしやあなたなのですか?          |
| 第十話              | 2009年3月11日      | お嬢様、お触り厳禁です!?                 |
| 第十一話            | 2009年3月18日      | お嬢様、ニューフェイス登場でございます   |
| 第十二話 （最終話） | 2009年3月25日      | お嬢様、また会う日までお元気で           |

## 放送局
| 放送対象地域 | 放送局              | 放送期間                | 放送日時           | 備考                                           |
| ------------ | ------------------- | ----------------------- | ------------------ | ---------------------------------------------- |
| 近畿広域圏   | 毎日放送（MBS）     | 2009年1月7日 - 3月25日  | 水曜 25:25 - 25:55 | 制作局                                         |
| 北海道       | 北海道放送（HBC）   | 2009年1月25日 - 4月12日 | 日曜 25:45 - 26:15 |                                                |
| 福岡県       | RKB毎日放送（RKB）  | 2009年2月3日 - 4月21日  | 火曜 26:30 - 27:00 | 第11・12話は同日一挙放送                       |
| 中京広域圏   | 中部日本放送（CBC） | 2009年4月3日 - 6月19日  | 金曜 25:55 - 26:25 |                                                |
| 全国放送     | TBSチャンネル       | 2009年3月4日 - 4月25日  | 水曜 22:00 - 23:00 | CS放送 2話ずつ放送 2009年4月15日に全話一挙放送 |